# آلن ایروین
آلن ایروین (انگلیسی: Alan Irvine؛ زادهٔ ۲۹ نوامبر ۱۹۶۲) بازیکن فوتبال اهل بریتانیا است.
از باشگاه‌هایی که در آن بازی کرده‌است می‌توان به باشگاه فوتبال لیورپول، باشگاه فوتبال هیبرنین، باشگاه فوتبال سانفریس هیروشیما، باشگاه فوتبال داندی یونایتد، باشگاه فوتبال شروزبری تاون، باشگاه فوتبال فالکیرک، و باشگاه فوتبال سنت میرن اشاره کرد.